# Puig Roig del Roget
El Puig Roig o Purroig (del Roget) és un turó que s'alça a 171,6 m. sobre el nivell del mar i a uns 94 m. sobre el curs del riu Siurana al terme municipal d'El Masroig, (Priorat), declarat Bé cultural d'interès local.
Ubicades sobre aquest turó existeixen les restes d'un dels poblats prehistòrics més ben conservats de Catalunya que es coneix com el jaciment arqueològic del Puig Roig del Roget, del qual se'n pot apreciar la planta sencera.

## Descripció
Es tracta de les restes a l'aire lliure d'un assentament humà que data del període comprès entre les darreres fases de l'edat del bronze i començaments de l'edat del ferro (s. IX-VII aC). El poblat presenta unes condicions òptimes per a un assentament eminentment de control del territori i de defensa del lloc d'hàbitat. Es troba elevat però a prop del riu Siurana, afluent del marge esquerre de l'Ebre, d'on els seus habitants n'obtenien aigua, i a la vegada els servia de via de comunicació entre el que ara és el Priorat i la Ribera d'Ebre.
Els treballs d'excavació iniciats el 1977 per l'equip dirigit per la Dra. Margarida Genera del servei d'Arqueologia de la Generalitat de Catalunya, han permès l'estudi de les diferents construccions i de nombrosos objectes que hi van deixar els seus habitants.
Presenta un traçat urbanístic amb una alineació d'àmbits a banda i banda d'un carrer central i un mur de contenció i defensa d'un metre d'amplada que volta el costat Nord-oest i que delimita el que s'ha interpretat com un barri a part. A l'extrem oest hi ha una torre amb funcions de control del territori i des d'on es controla visualment tot l'entorn i gran part del curs del riu Siurana. Actualment la torre està consolidada. Els diferents àmbits d'habitatge i d'emmagatzematge formen una filera a l'eix longitudinal del terreny. Són de planta rectangular molt allargada i serien construïts amb sòcol de pedra (gres vermell) i paret de tovot. Generalment s'assenten directament sobre la roca o fins i tot la retallen en part per a poder assentar o anivellar millor la zona destinada a l'habitatge. Pel que fa als sostres sembla que estaven fets amb brancatge recobert amb argila i reforçats amb plaques de llicorella. Els paviments han estat identificats com a preparats, de terra batuda. També dins d'alguns dels àmbits s'han documentat forats interpretats com a ancoratges de pals per a la sustentació d'estructures: sostres,...
S'han documentat dues fases: una d'ocupació i una altra d'abandonament posterior del poblat a causa d'un incendi. Aquestes dues fases es troben dividides estratigràficament en tres nivells: Un primer nivell superior, un mitjà de cendres i un tercer de base. Tot i així, la presència de materials arqueològics al voltant del turó podrien indicar una primera arribada de pobladors anterior al primer establiment.
Els materials de l'interior de les cases són d'ús domèstic habitual: gerres, recipients grans o contenidors, vasos petits de ceràmica i algunes ceràmiques a mà; molt escasses, de procedència fenícia; pesos de teler; armes i altres eines de tall; objectes d'ornament; fragments de motlle per a la fosa de metall; indústria lítica sobre sílex i pedra polida, i fauna. Cal destacar la presència de galena en una de les habitacions i també la presència de llàgrimes de plom fos, que juntament amb els motlles documentats, ens parlen de la metal·lúrgia del plom al poblat. Cal tenir en compte que la galena és un material necessari per a la obtenció de plom, que és abundant a la zona i que ha estat explotat fins als nostres dies. També s'ha documentat indústria sobre os i restes de fauna, sobretot de bòvid.
Durant una campanya per a la localització de la possible necròpolis, es trobà una fossa de 7 m de llargada i 1 m d'amplada, oberta a la roca, on hi havia dipositades urnes i grans contenidors, sovint tapades amb una lloseta o una capa d'argila. Barrejades amb els vasos i enmig de pegots de calç, aparegueren restes de fauna, sobretot bòvids, èquids i súids. D'aquest sector provenen el 50% dels materials metàl·lics de tot el jaciment.